# Ahn Do-gyu
Ahn Do-gyu (nacido el 28 de septiembre de 2000) es un actor surcoreano.

## Filmografía

### Series de televisión
| Año  | Título                                 | Papel           | Canal      | Ref.  |
| ---- | -------------------------------------- | --------------- | ---------- | ----- |
| 2007 | It's OK Because I Love You             | Ahn Maruchi     | KBS2       |       |
| 2007 | Drama City – When Her Star Shines      | Hyun-Soo        | KBS2       |       |
| 2008 | Drama City – In the Name of the Father | Han Dong-Min    | KBS2       |       |
| 2008 | Single Dad in Love                     | Kang San        | KBS2       |       |
| 2008 | Daughters-in-Law                       | Park Joon       | SBS        |       |
| 2011 | Birdie Buddy                           | Sung Tae-Gab    | tvN        |       |
| 2011 | Glory Jane                             | Kim Young-Kwang | KBS2       |       |
| 2012 | The Third Hospital                     | Kim Doo-Hyun    | tvN        |       |
| 2012 | Horse Doctor                           | Baek Kwang-Hyun | MBC        |       |
| 2012 | Full House Take 2                      | Lee Tae-Ik      | SBS Plus   |       |
| 2012 | Missing You                            | Kang Hyung-Joon | MBC        |       |
| 2013 | Empress Ki                             | Wang Yoo        | MBC        |       |
| 2014 | You're All Surrounded                  | Kim Ji-Yong     | SBS        |       |
| 2015 | Splendid Politics                      | Kang In-Woo     | MBC        |       |
| 2017 | Naked Fireman                          | Kang Chul-Soo   | KBS2       |       |
| 2017 | Queen for Seven Days                   | Lee Yoong       | KBS2       |       |
| 2018 | Bad Guys: City of Evil                 | Heo Il-hoo      | KBS2       |       |
| 2018 | Live                                   |                 | tvN        |       |
| 2022 | Duty After School                      | Gook Yeong Soo  | TVING      |       |
| 2023 | Twinkling Watermelon                   | Oh Ma-ju        | tvN, TVING | [ 3 ] |
| 2024 | Seoul Busters                          | Estudiante      | Disney+    |       |

### Películas
| Año  | Título                   | Papel           |
| ---- | ------------------------ | --------------- |
| 2009 | Fly, Penguin             | Choi Seung-Yoon |
| 2010 | Rolling Home with a Bull | Dong Ja-Seung   |
| 2012 | A Werewolf Boy           | Dong-Suk        |
| 2014 | Murderer                 | Im Yong-Ho      |

## Premios y nominaciones
| Año  | Premio                  | Categoría         | Trabajo nominado        | Resultado |
| ---- | ----------------------- | ----------------- | ----------------------- | --------- |
| 2008 | Premios de drama de KBS | Mejor actor joven | Padre soltero enamorado | Nominado  |
| 2011 | Premios de drama de KBS | Mejor actor joven | Glory Jane              | Nominado  |
| 2012 | Premios de drama de MBC | Mejor actor joven | The King's Doctor       | Nominado  |